# Puchou Catenae
Le Puchou Catenae sono una struttura geologica della superficie di Rea.